# Nimbocera pinderi
Nimbocera pinderi är en tvåvingeart som beskrevs av Steiner och Hurlbert 1982. Nimbocera pinderi ingår i släktet Nimbocera och familjen fjädermyggor. Inga underarter finns listade i Catalogue of Life.